# ドラドラ子猫とチャカチャカ娘
『ドラドラ子猫とチャカチャカ娘』（ドラドラこねことチャカチャカむすめ、原題：Josie and the Pussycats）は、アメリカ合衆国のテレビアニメ。ハンナ・バーベラ・プロダクション製作。1970年9月12日から1971年1月2日までCBSで放送された。アーチー・コミック出版の同名のコミックスを原作とする。全16話。日本では1971年に日本語吹き替え版がNET（現：テレビ朝日）で初回放送され、後に各ローカル局で再放送後、カートゥーン ネットワークで不定期に再放送が行われた。
本作は売り出し中のバンド「子猫チャカチャカーズ」が、行く先で起きる様々な事件を解決する内容となっている。同様の理由から、本作ではキャラクターによる歌唱シーンがある。また、日本語版の初回放送時の声優テロップは、一文字のみ斜めに向いているという、独特の表示だった。この表示は次番組『ドボチョン一家の幽霊旅行』でも行われている。

1970年、本作から派生した「Josie and the Pussycats」というバンドが実際の音楽グループとしてデビューし、翌1971年まで活動した。
続編である『ピッピーの宇宙大冒険』（Josie and the Pussycats in Outer Space）は、1972年9月9日から同年12月23日まで放送された。全16話。
2001年には『プッシーキャッツ』という題名で、ユニバーサル映画とMGMの合作として実写映画化された。

## 登場人物
チョロ / アレクサンダー・カボット III（Alexander Cabot III）
声 - 古今亭志ん駒/英 - ケイシー・ケイサム
サングラスをかけたボディーガード。弱腰で役に立たない。サンデーから「弱虫チョロ」と呼ばれている。
キザトン / アラン・M・メイベリー（Alan M. Mayberry）
声 - 高松しげお/英 - ジェリー・デクスター
ボディガード。チャコとは相思相愛の仲である。かなりの良識派。
サンデー / アレクサンドラ・カボット（Alexandra Cabot）
声 - 鈴木弘子/英 - シェリー・アルバローニ
マネージャー。キザトンのことが好きでチャコを煙たがっている（その二人からは立場上反抗できていないが、邪魔そうにされている）。マネージャーの割にはチャカチャカーズの音楽に全く理解を示していない。気が強いトラブルメーカーで、宇宙に飛ばされる原因になったのも彼女が遠因になっている。苗字からチョロと血縁関係だと判る。
メロディ / ヴァレリー・ブラウン（Valerie Brown）
声 - 小原乃梨子/英 - バーバラ・パトリオット、パトリス・ハロウェイ（歌声）
タンバリン担当。三人の中では1番の常識人。
チャコ / ジョシー・マッコイ（Josie McCoy）
声 - 杉山佳寿子/英 - ジャネット・ウォールド、キャシー・ドーバー（歌声）
ギター担当。特にこれといった特徴は無い。原題通りだと彼女がメインヒロイン。
ミミイ / メロディ・バレンタイン（Melody Valentine）
声 - 増山江威子/英 - ジャッキー・ジョセフ、チェリー・ムーア（歌声）
ドラム担当。天真爛漫で天衣無縫な性格をしている。彼女は自分や周囲に危険が迫ると耳がぴくぴく動くという特殊な力を持つ。
チェリー・ムーアはのちのシェリル・ラッドで、これが彼女のデビュー作となった。
ドラ / セバスチャン（Sebastian）
声 - 肝付兼太/英 - ドン・メシック
サンデーが飼っている猫。出番はあまり無いが、サンデーにはあまり懐いていない。サンデーに命令されてチャコとキザトンの仲を険悪にさせようとイタズラをするが、いつも何故かサンデーがその被害を受けることになる。
ピピー / ブリープ（Bleep）
宇宙編で登場する生物。ミミイと意思疎通ができる。

## 日本語版主題歌
発売元はテイチク（現：テイチクエンタテインメント）。
第1作の主題歌「ドラドラ子猫とチャカチャカ娘」
作詞：水野礼子 / 作曲・編曲：橋場清 / 歌：小原乃梨子
第1作のエンディングテーマ「地球のマーチ」
作詞：島村葉二 / 作曲・編曲：橋場清 / 歌：ウィルビーズ
『ピッピー〜』では日本版主題歌を作成せず、本家の主題歌を使用した。
カートゥーン ネットワークでの再放送ではオープニングおよびエンドクレジットの曲が本家の主題歌の日本語版（このバージョンでは雪村いづみが歌い、演奏も新たにやり直されている）に差し替えられている（映像も本家のものを使用）。